# Serena Garitta
Serena Garitta (Genova, 24 maggio 1978) è un personaggio televisivo italiano.

## Biografia
Laureata in Scienze motorie all'Università degli Studi di Genova, nel 2003 viene notata da un talent scout e nel 2004 è fra i concorrenti della quarta edizione del reality show Grande Fratello, dalla quale esce come vincitrice con il 63% dei voti. Dopo la conclusione del reality, partecipa come inviata a varie puntate del programma di Italia 1 Lucignolo, per il quale è protagonista del calendario sexy per l'anno 2005. Sempre nel 2005 conduce con Mauro Marino e Valerio Merola il programma di Rai 3 Girofestival, della durata di otto puntate. Nel settembre 2004 è una delle inviate del programma di Rai 1 La vita in diretta, e nel 2005 affianca Christian Recalcati nella cronaca di vari programmi dell'emittente satellitare GXT, tra i quali Afterburn e WWE Bottom Line.
Nella primavera del 2006 partecipa come opinionista al programma Tetris, condotto da Luca Telese, in onda su RaiSat Extra, continuando nel frattempo a collaborare con Lucignolo e La vita in diretta (fino al giugno 2009). Nello stesso periodo prende parte allo show comico Comedy Club di Italia 1. Nell'estate 2007 conduce su Rai 2 lo show comico di seconda serata Tribbù, e inizia a lavorare per la trasmissione radiofonica Aspettando Serena, nel palinsesto di Radio2. Nel 2008 collabora alla trasmissione di Rai 2 Pirati e l'anno successivo è una delle inviate del programma di Rai 2 Scalo 76.
Nel settembre 2009 torna in Mediaset nel ruolo di inviata insieme a Cristina Del Basso, Francesca Fioretti e Francesca Cipriani, (nell'autunno 2009) della trasmissione di Barbara D'Urso Domenica Cinque. Nell'estate 2010, sempre con Cristina Del Basso e Francesca Fioretti (inviate anche per la seconda stagione di Pomeriggio Cinque) più Veronica Ciardi, è inviata di A gentile richiesta, preserale estivo condotto da Barbara D'Urso su Canale 5. Nel settembre 2010 è con Veronica Ciardi e Patrick Ray Pugliese come colleghi-inviati di Domenica Cinque, con i quali partecipa, sempre come inviata, anche a Pomeriggio Cinque per la stagione 2010-2011. Con Ciardi e Pugliese affianca Barbara D'Urso nella trasmissione di Capodanno Capodanno Cinque e nello show di prima serata (terminato in anticipo per bassi ascolti) Stasera che sera!, nel gennaio 2011.
Conduce insieme a I Turbolenti, Marco Milano e Veronica Ciardi lo show comico Piazza la Risata in onda dal lunedì al venerdì su Comedy Central, e sempre nel 2011 partecipa alla terza puntata del programma in onda su Rai 2 in onore dei 150 anni dell'Unità d'Italia condotto da Massimiliano Ossini ed intitolato I Love Italy.
Nel settembre 2011 è nuovamente inviata di Pomeriggio Cinque per la stagione 2011-2012 insieme a Veronica Ciardi, Patrick Ray Pugliese] e la new-entry Margherita Zanatta: insieme a costoro e al valletto di Pomeriggio Cinque Marco Ceriani, partecipa anche alla seconda edizione di Capodanno Cinque. Nel gennaio 2012, però, la Garitta e Pugliese lasciano Pomeriggio Cinque: lei passa a Sky, mentre lui partecipa come Invasore al Grande Fratello 12. Nell'aprile 2012 Serena Garitta è in prima serata su Canale 5: il 1º aprile, ospite alla finale del Grande Fratello 12 (per uno scherzo fatto a Patrick Ray Pugliese: da notare che la Garitta è la prima ex-vincitrice in assoluto a partecipare, come ospite, ad un'altra finale del Grande Fratello), e il 18 aprile a Scherzi a parte (nel ruolo del "complice" degli autori nello scherzo fatto a Platinette). Nell'estate 2012 conduce, in coppia con Cristina Chiabotto per la seconda estate consecutiva, lo show comico Comedy Tour Risollevante su Comedy Central.
Dal gennaio 2013 è una delle principali conduttrici di Lottomatica TV, dove presenta tutti i giorni Bingo in Famiglia e Bingo Night Show con il collega Simone Repetto. Dal settembre 2013 è una delle inviate di Domenica Live e Pomeriggio Cinque, programmi di Canale 5, e tiene una rubrica culinaria a Domenica Live. Dal 2015 collabora con Sportitalia e Sky Sport nel programma B-Lab. Dal 29 giugno 2020 è nel cast di Ogni mattina su TV8. Nel 2021 recita in una puntata della serie Blanca.

### Vita privata
Nel 2016 ha avuto un figlio con Nicolò Ancona.

## Programmi

### Programmi televisivi
- Grande Fratello 4 (Canale 5, 2004) - concorrente, vincitrice
- Lucignolo (Italia 1, 2005-2007) - inviata
- After Burn (GXT, 2005) - co-conduttrice
- WWE Bottom Line (GXT, 2005) - commentatrice
- Girofestival (Rai 3, 2005) - conduttrice
- La vita in diretta (Rai 1, 2005-2009) - inviata
- Tetris (RaiSat Extra, 2006) - opinionista
- Comedy Club (Italia 1, 2006) - conduttrice
- Tribbù (Rai 2, 2007) - conduttrice
- Matinée (Rai 2, 2007) - opinionista
- Pirati (Rai 2, 2008) - inviata
- Risollevante tour (Comedy Central, 2007-2012) - conduttrice
- Scalo 76 (Rai 2, 2009) - inviata
- Domenica Cinque (Canale 5, 2009-2010) - inviata
- A gentile richiesta (Canale 5, 2010) - inviata
- Pomeriggio Cinque (Canale 5, 2010-2012; 2016-2021) - inviata e opinionista
- Piazza la Risata (Comedy Central, dal 2010) - conduttrice
- Stasera che sera! (Canale 5, 2011) - inviata
- I Love Italy (Rai 2, 2011) - concorrente
- Comedy Tour Risollevante (Comedy Central, dal 2011) - conduttrice
- Bingo in Famiglia (Lottomatica TV, 2012-2014) - conduttrice
- Bingo Night Show (Lottomatica TV, 2013-2014) - conduttrice
- Domenica Live (Canale 5, 2013-2021) - opinionista
- B-Lab (Sportitalia, 2015-2019) - conduttrice
- Ogni mattina (TV8, 2020-2021) - inviata
- Capodanno di Genova (Primocanale, 2020) - conduttrice
- Blanca (Rai 1, 2021, 1x05) - attrice
- Alessandro Borghese - Celebrity Chef (TV8, 2022) - concorrente

### Programmi radiofonici
- 2007 - Aspettando Serena
- 2012 - in corso Zena Zelig Radio 19

## Filmografia
- Two Families 2007 (Angie)
- Capitan Basilico di Massimo Morini (2008)